# Waldemar Mozema
Waldemar Mozema (São Paulo, 11 de agosto de 1943, 5 de agosto de 2019), também conhecido como Risonho, Foi um guitarrista brasileiro, notório por seu trabalho com a banda Os Incríveis.
Em 2012, ele foi eleito pela revista Rolling Stone Brasil um dos  70 Mestres Brasileiros da Guitarra e do Violão. Seu nome também foi lebrado pelo site oguitarrista.com/ na sua lista d"os maiores guitarristas brasileiros".